# (5872) Sugano
(5872) Sugano es un asteroide perteneciente al cinturón de asteroides, región del sistema solar que se encuentra entre las órbitas de Marte y Júpiter, descubierto el 30 de septiembre de 1989 por Toshiro Nomura y el también astrónomo Koyo Kawanishi desde el Observatorio de Minami-Oda, Japón.

## Designación y nombre
Designado provisionalmente como 1989 SL. Fue nombrado Sugano en homenaje a Matsuo Sugano, el primer descubridor del cometa C/1983J1. También descubrió tres novas (V827 Her, V838 Her y V4327 Sgr) y la variable peculiar V1143 Ori. Trabajó en el planetario municipal de Akashi durante 36 años para fomentar el desarrollo de la astronomía amateur.

## Características orbitales
Sugano está situado a una distancia media del Sol de 2,249 ua, pudiendo alejarse hasta 2,547 ua y acercarse hasta 1,951 ua. Su excentricidad es 0,132 y la inclinación orbital 6,610 grados. Emplea 1232,37 días en completar una órbita alrededor del Sol.

## Características físicas
La magnitud absoluta de Sugano es 13,6.